# Sergio Momesso
Sergio Francesco Momesso (* 4. September 1965 in Montreal, Québec) ist ein ehemaliger kanadischer Eishockeyspieler italienischer Abstammung, der im Verlauf seiner aktiven Karriere zwischen 1982 und 2001 unter anderem 829 Spiele für die Canadiens de Montréal, St. Louis Blues, Vancouver Canucks, Toronto Maple Leafs und New York Rangers in der National Hockey League auf der Position des rechten Flügelstürmers bestritten hat. Zwischen 1997 und 2001 ließ Momesso seine Karriere in der Deutschen Eishockey Liga ausklingen, wo er im Jahr 1999 als Spieler des Jahres ausgezeichnet wurde.

## Karriere

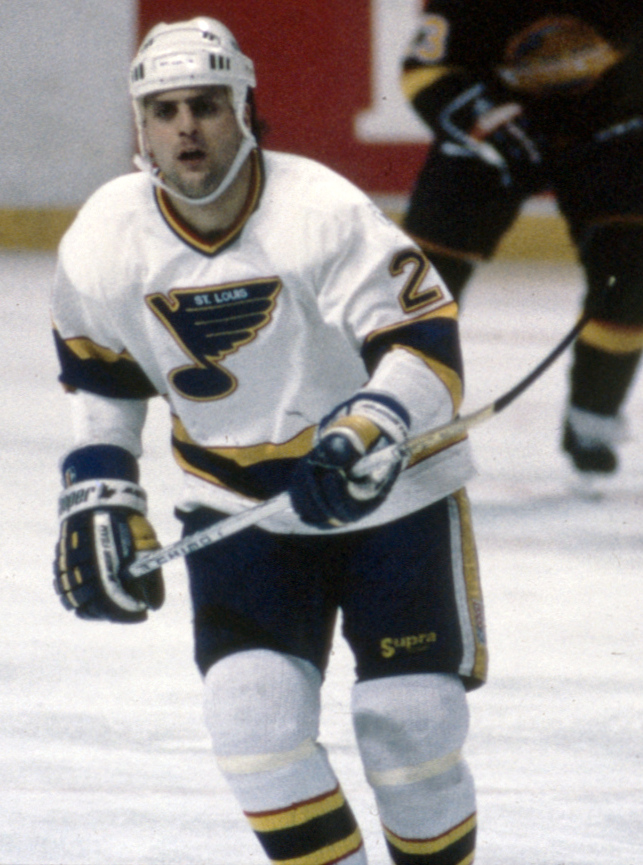
Sergio Momesso im Trikot der St. Louis Blues (März 1990)

Sergio Momesso begann seine Karriere 1982 bei den Cataractes de Shawinigan in der Ligue de hockey junior majeur du Québec. Insgesamt spielte er drei Jahre lang in der Nachwuchsliga, die zu den stärksten in Nordamerika gehört. Beim NHL Entry Draft 1983 wurde der Linksschütze von den Canadiens de Montréal an 27. Stelle gedraftet und spielte bereits im selben Jahr seine erste Partie in der National Hockey League. 1985 wechselte Momesso dann für drei Jahre endgültig zu den Canadiens. Im Anschluss daran war er drei Spielzeiten bei den St. Louis Blues aktiv, wo er in der Spielzeit 1989/90 an der Seite von Brett Hull und Adam Oates seine punktbeste Saison spielte. Im Laufe der Saison 1990/91 wechselte der rechte Flügelstürmer zu den Vancouver Canucks. Bis 1995 spielte er bei den Kanadiern, mit denen er 1994 im Stanley Cup Finale stand, welches aber gegen die New York Rangers verloren ging.
Nachdem er in den zwei Jahren von 1995 bis 1997 für vier verschiedene Vereine spielte (Vancouver, Toronto Maple Leafs, Rangers, St. Louis), entschied sich Momesso zur Saison 1997/98 zu einem Wechsel nach Deutschland und schloss sich den Kölner Haien an. 1998/99 wurde er mit den Nürnberg Ice Tigers Deutscher Vizemeister, bevor er, nach nur einem Jahr, zum KEC zurückkehrte. Auch mit den Haien wurde er einmal Vizemeister (1999/2000), konnte aber auch bei der letzten Station seiner Karriere keinen Titel gewinnen. 2001 beendete er seine aktive Karriere.
Nach seiner aktiven Zeit kehrte Momesso nach Nordamerika zurück und wurde Assistenztrainer bei der Concordia University, bei seinem ehemaligen Club aus Shawinigan und den Hamilton Bulldogs aus der American Hockey League.
Im Mai 2019 unterstützte er im Zuge des „Montreal Hockey Festivals“  die Nürnberger Hobbymannschaft Lemmy Krevets e. V. bei zwei Spielen.

## Erfolge und Auszeichnungen
| - 1984 LHJMQ Third All-Star Team - 1985 LHJMQ First All-Star Team - 1999 Deutscher Vizemeister mit den Nürnberg Ice Tigers | - 1999 DEL-Spieler des Jahres - 1999 Spengler-Cup-Gewinn mit den Kölner Haien - 2000 Deutscher Vizemeister mit den Kölner Haien |

## Karrierestatistik
(Legende zur Spielerstatistik: Sp oder GP = absolvierte Spiele; T oder G = erzielte Tore; V oder A = erzielte Assists; Pkt oder Pts = erzielte Scorerpunkte; SM oder PIM = erhaltene Strafminuten; +/− = Plus/Minus-Bilanz; PP = erzielte Überzahltore; SH = erzielte Unterzahltore; GW = erzielte Siegtore; 1 Play-downs/Relegation; Kursiv: Statistik nicht vollständig)